# (5026) Martes
(5026) Martes es un asteroide perteneciente al cinturón de asteroides, descubierto el 22 de agosto de 1987 por Antonín Mrkos desde el Observatorio Kleť, České Budějovice, República Checa.

## Designación y nombre
Designado provisionalmente como 1987 QL1. Fue nombrado Martes en homenaje a  Martes martes y Martes foina, mamíferos carnívoro de la familia Mustelidae que viven en los bosques en la montaña de Klet.

## Características orbitales
Martes está situado a una distancia media del Sol de 2,3779 ua, pudiendo alejarse hasta 2,9537 ua y acercarse hasta 1,8021 ua. Su excentricidad es 0,242 y la inclinación orbital 4,2831 grados. Emplea 1339,64 días en completar una órbita alrededor del Sol.

## Características físicas
La magnitud absoluta de Martes es 13,9. Tiene 8,967 km de diámetro y su albedo se estima en 0,066.